# Dose (canção de Ciara)
"Dose" é uma canção escrita pela cantora norte-americana Ciara para seu sétimo álbum Beauty Marks e lançada como segundo single  em 14 de Setembro de 2018. Foi escrita por Carmen Reece, Ciara e Rodney Jerkins que também se encarregou da produção.

## Videoclipe
Seu videoclipe foi lançado em 25 de Outubro de 2018 no 33º aniversário de Ciara e é uma homenagem a Atlanta, cidade natal da cantora. Foi dirigido por Ciara, Jamaica Craft e Diane Martel que também se encarregou da coreografia.

## Apresentação ao Vivo
Dose foi apresentada pela primeira vez juntamente com Level Up na 46ª edição do American Music Awards em 9 de outubro de 2018, também fez parte da abertura da turnê 24K Magic World Tour de Bruno Mars.

## Faixas e formatos
| Download Digital |        |         |  |
| N.º              | Título | Duração |  |
| 1.               | "Dose" | 3:42    |  |